# 松山智美
松山 智美（まつやま ともみ、1978年11月2日 - ）は、日本の女性声優。茨城県出身。

## 人物
2009年3月まで81プロデュースに所属していた。
声種はソプラノ。
趣味・特技はピアノ。

## 出演作品

### テレビアニメ
- うちの3姉妹（入場口のお姉さん）
- 少年陰陽師（小姫）
- とっとこハム太郎（男の子A）
- ぷるるんっ!しずくちゃん（手下）
- 味楽る!ミミカ（タマ）[5][6]
- ワールド・デストラクション 〜世界撲滅の六人〜（子供、女子クマA）

### Webアニメ
- Moon Boon 三日月島のモーとブー（モー）

### ゲーム
- Quest of D

### その他
- のりスタ!（都電ちゃん）